# Neptis xenia
Neptis xenia är en fjärilsart som beskrevs av Swinhoe 1897. Neptis xenia ingår i släktet Neptis och familjen praktfjärilar. Inga underarter finns listade i Catalogue of Life.